# رود قره‌چای (جمهوری آذربایجان)
رود قره‌چای (به لاتین: Garachay) یک آب‌گذر در جمهوری آذربایجان است که در جمهوری آذربایجان واقع شده‌است.